# لولو مرجان (الجزء الثاني)
لولو مرجان 2 مسلسل تلفزيوني درامي كوميدي بحريني. أنتج عام 2013 من تأليف جمال الصقر، وإخراج مازن عجاوي.

## فكرة العمل
في إطار درامي تدور أحداث المسلسل، حول أسرة بسيطة تتكون من ربة المنزل (لولوة) وأبنائها (سهيل، مريم، راشد)، وأزواجهم، حيث مجموعة من القضايا والمشاكل الاجتماعية التي تقع بينهم، وتحاول (لولوة) حلها والتغلب عليها.

## الممثلين والشخصيات
- سعاد علي بدور لولو مرجان (أم سهيل).
- علي الغرير بدور سهيل.
- أميرة محمد بدور مريم.
- أمين الصايغ بدور راشد.
- خليل الرميثي بدور ممدوح.
- جابر نغموش بدور سيف (أبو فارس).
- نورة البلوشي بدور رشا.
- أحمد مبارك بدور عبيد بو منظرة.
- ماجدة سلطان بدور أم ناجح.
- ابتسام عبد الله بدور أم بخيت.
- أحمد مجلي بدور ناجي.
- أحمد الصايغ بدور أبو رشا.
- عبد الله سويد بدور ناجح.
- ريم ارحمه بدور نعيمه.

### ضيوف الشرف
- عبد الله ملك.
- عبد الله وليد.
- فارس الخالدي.
- عبد الحميد الشرشني.
- حسن محمد.
- شيخة زويد.
- حسن الماجد.
- دينا خنجي.